# منطقةالبروج

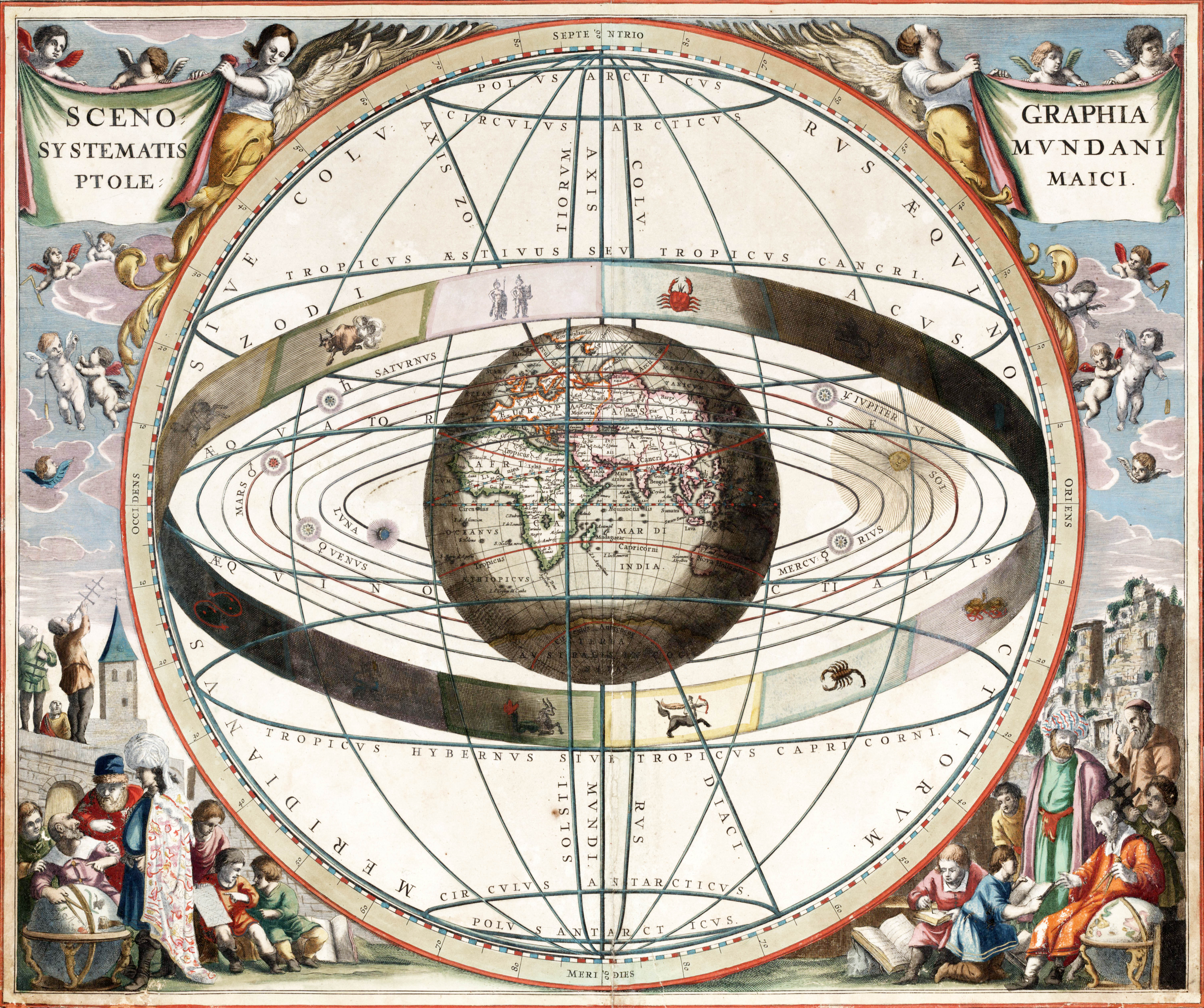
منطقةالبروج (نوار افقی)

منطقةالبروج یا فلک‌البروج یا گِردآسمان یک نوار خیالی در آسمان است که کمربندی باریک به پهنای حدود ۸ درجه در دو سوی مسیر حرکت ظاهری خورشید در آسمان (دایرةالبروج) را شامل می‌شود. خورشید، ماه و بیشتر سیاره‌ها در همین ناحیه از آسمان دیده می‌شوند، چون مدار حرکتشان تقریباً در همان صفحه‌ای است که زمین به دور خورشید می‌چرخد.
این ناحیه به‌طور سنتی در ۱۲ بخش مساوی تقسیم شده که هر کدام نام و نماد خود را دارند و به آنها برج‌ها گفته می‌شود:
حَمَل (بره)، ثَور (گاو)، جَوزا (دوپیکر)، سَرَطان (خرچنگ)، اَسد (شیر)، سُنبُله، میزان (ترازو)، عَقرَب، قَوس (کماندار)، جَدْی (بزغاله)، دَلو (آب‌ریز/دلو)، و حوت (ماهی).
این تقسیم‌بندی ریشه در اخترشناسی باستان دارد، به‌ویژه در بابل و سپس یونان باستان، اما بعدها در طالع‌بینی هم به‌کار رفت. در طالع‌بینی، گفته می‌شود جایگاه خورشید در زمان تولد فرد در یکی از این برج‌ها قرار می‌گیرد و بر شخصیت و سرنوشت او اثر دارد.
از دید اخترشناسی نوین، منطقه‌البروج یک مفهوم واقعی نجومی است (چون مسیر اجرام سماوی را توصیف می‌کند)، اما تعبیرهای طالع‌بینی از آن پشتوانهٔ علمی ندارد.
منطقةالبروج کمربندی با پهنای ۱۶ درجه از کرهٔ سماوی پیرامون دایرةالبروج است که حدود ۸ درجه از شمال و ۸ درجه از جنوب در امتداد آن را می‌پوشاند. منطقةالبروج، مدار ظاهری خورشید (دایرةالبروج) -در میانه- و مدار ماه و پنج سیارهٔ عطارد، زهره، مریخ، مشتری و زحل که از قدیم با چشم غیرمسلح دیده می‌شوند و دو سیارهٔ اورانوس و نپتون و بعضی شبه‌سیارات که به تدریج کشف شدند را دربر می‌گیرد و خود به برج‌های دوازده‌گانه تقسیم شده‌است. بعضی افراد مدعی هستند که میتوان در پیش بینی از آن استفاده نمود و تمثیل آن عیناً در زمین وجود دارد. این‌افراد معمولاً از روشی به‌نام هوروسکوپ استفاده می‌کنند.

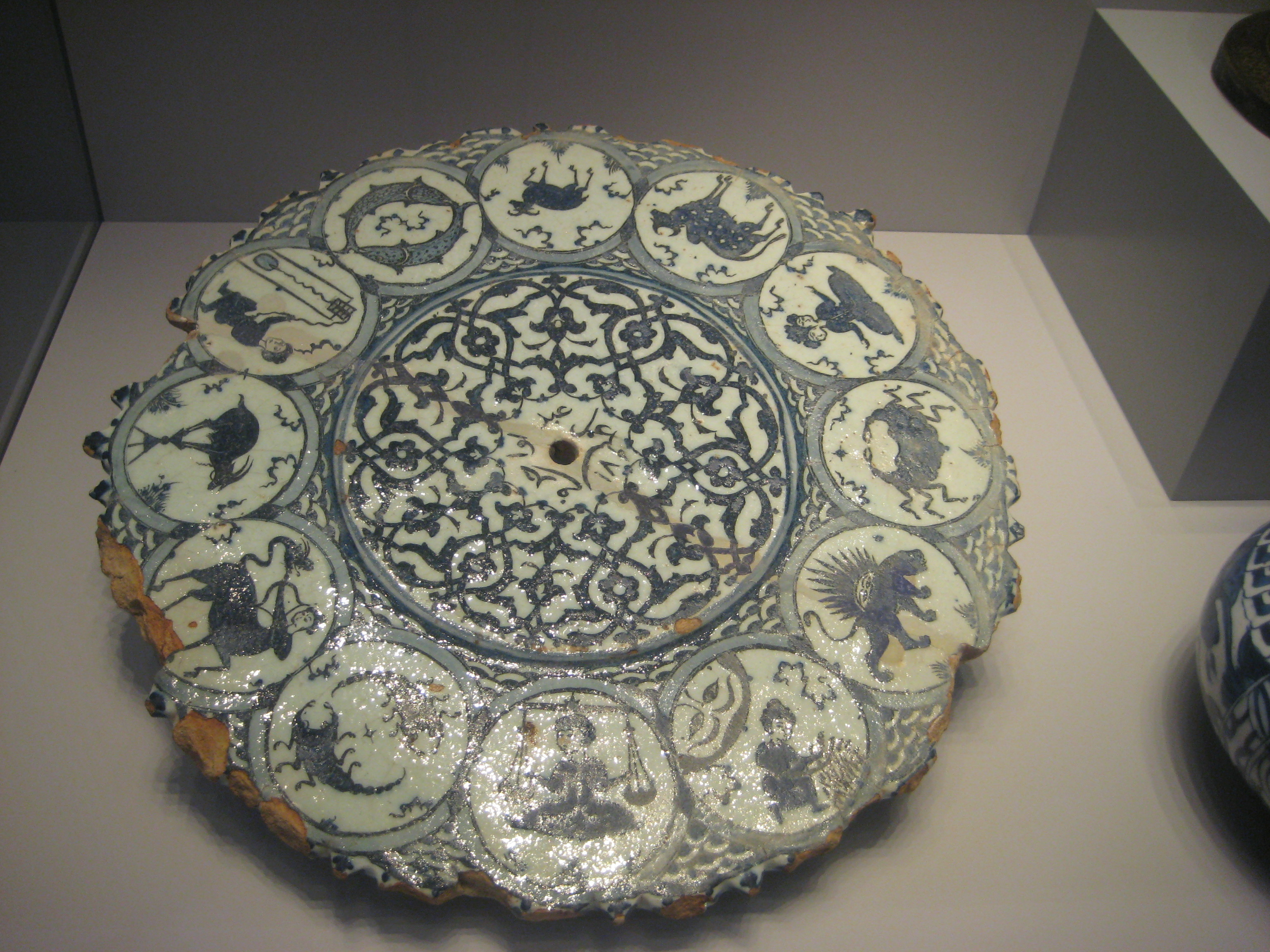
نمونه‌ای از منطقةالبروج اسلامی و برج‌های ۱۲گانه؛ موزهٔ پرگامون برلین، آلمان

## تقسیم‌بندی منطقةالبروج
نوار منطقة البروج با توجه به خط دایرةالبروج و همراه با آن، به دوازده بخش مساوی (هر بخش معادل ۳۰ درجه)، تقسیم می‌شود و هر بخش را یک برج می‌نامند. از دوهزار سال پیش، برای مشخص کردن قسمت‌های مختلف منطقةالبروج، عمدتاً از نام ۱۲ صورت فلکی مطابق بروج مذکور که در این منطقه قرار داشته استفاده می‌شود که البته به علت حرکت تقدیمی زمین، امروزه برج‌ها نسبت به صورت‌های همنام خود تقریباً به اندازه یک برج جابجا شده و بازمانده‌اند، به نحوی که امروزه برج حمل در صورت فلکی حوت تحویل می‌شود نه صورت فلکی حمل.

### برج‌های فلکی

#### برج‌های فلکی دوازده‌گانه

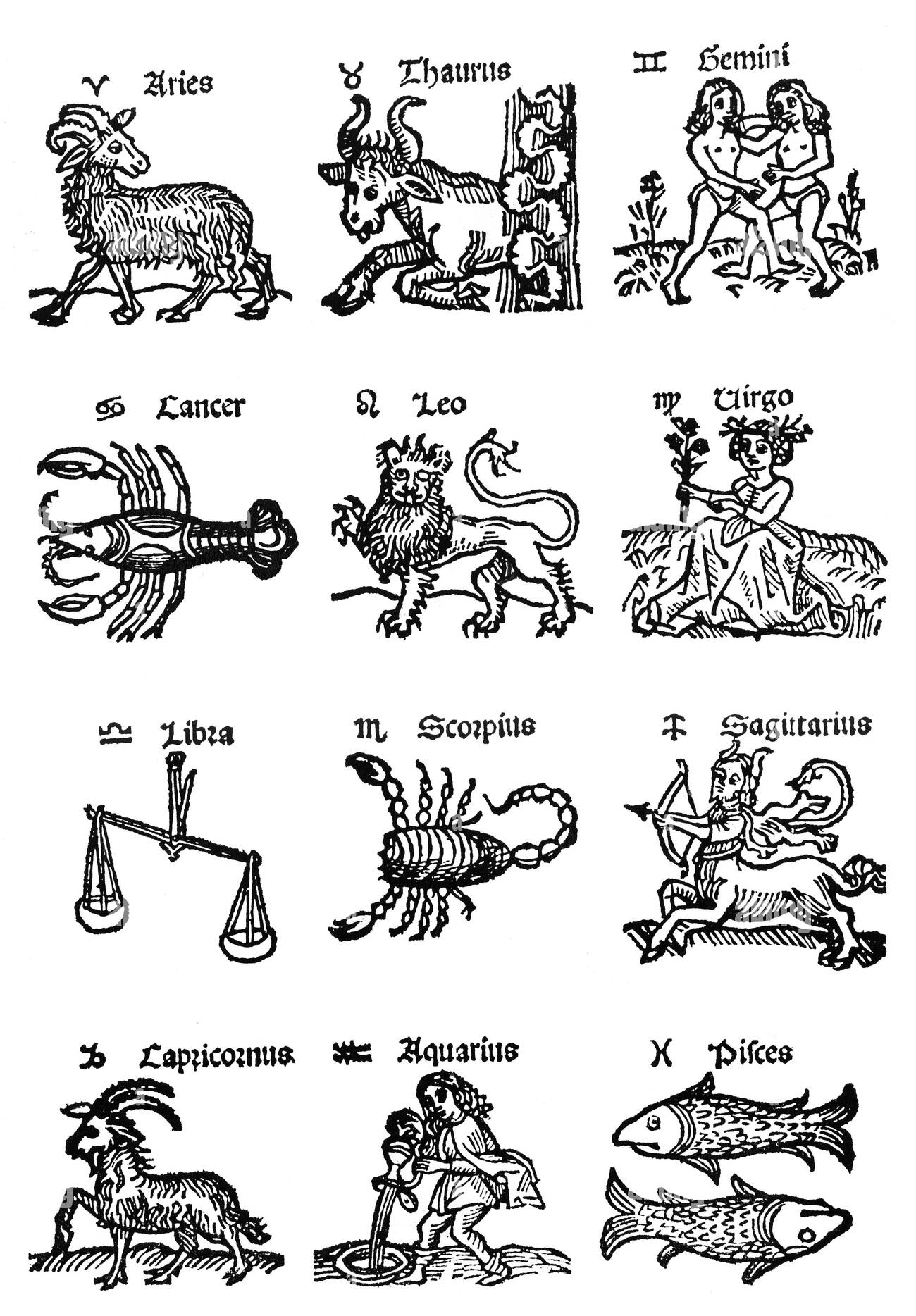
شکل ۱۲ برج (صورت) فلکی منطقةالبروج

نام برج‌های فلکی دوازده‌گانهٔ منطقةالبروج که دانشمند ایرانی عبدالرحمان صوفی در سال ۹۶۴ میلادی در اصفهان تعیین و ترسیم کرده عبارت هستند از:

نشان‌های منطقةالبروج

1. برج حمل؛ قوچ
2. برج ثور؛ گاو نر
3. برج جوزا؛ دو پیکر
4. برج سرطان؛ خرچنگ
5. برج اسد؛ شیر
6. برج سنبله؛ خوشه، دوشیزه
7. برج میزان؛ ترازو
8. برج عقرب؛ کژدم
9. برج قوس؛ کمانگیر
10. برج جدی؛ بزغالهٔ نر (بزماهی)
11. برج دلو؛ آب ریز
12. برج حوت؛ ماهی

| بُرج‌های دوازده‌گانه | بُرج‌های دوازده‌گانه | بُرج‌های دوازده‌گانه                | بُرج‌های دوازده‌گانه                            | بُرج‌های دوازده‌گانه                | صُوَرِ فَلَکی بر دایرةالبروج | صُوَرِ فَلَکی بر دایرةالبروج | صُوَرِ فَلَکی بر دایرةالبروج | صُوَرِ فَلَکی بر دایرةالبروج |
| برج               | نمادِ برج          | مختصات حُلول: زاویهٔ مَیل بُعد ساعتی | میانگین حلول به وقت نصف‌النهاری ایران (۳:۳۰+) | ماه خورشیدی اقامت خورشید d: h: m | صورت فَلَکی               | تاریخ حلول (مرزهای IAU) | اقامت خورشید            | روشنترین ستاره          |
| ----------------- | ----------------- | -------------------------------- | -------------------------------------------- | -------------------------------- | ----------------------- | ----------------------- | ----------------------- | ----------------------- |
| حَمَل               | Aries             | "۰۰٫۰ '۰۰ ۰۰° ۰۰h۰۰m۰۰٫۰۰s       | ۰۰:۰۰ روز ۱ فروردین (۲۱ مارس)                | فروردین ۳۰:۱۱:۰۰                 | بره                     | ۳۰ فروردین (۱۹ آوریل)   | ۲۵ روز                  | آلفا حمل                |
| ثَور               | Taurus            | "۱۴٫۷ '۲۸ ۱۱°+ ۰۱h۵۱m۳۸٫۶۴s      | ۱۰:۵۸ روز ۳۱ فروردین (۲۰ آوریل)              | اردیبهشت ۳۰:۲۳:۰۶                | گاو                     | ۲۴ اردیبهشت (۱۴ مه)     | ۳۷ روز                  | دبران                   |
| جَوزا              | Gemini            | "۵۳٫۴ '۰۸ ۲۰°+ ۰۳h۵۱m۱۶٫۶۲s      | ۱۰:۰۳ روز ۳۱ اردیبهشت (۲۱ مه)                | خرداد ۳۱:۰۷:۵۴                   | دوپیکر                  | ۳۰ خرداد (۲۰ ژوئن)      | ۳۱ روز                  | بتا دوپیکر              |
| سَرَطان             | Cancer            | "۱۲٫۰ '۲۶ ۲۳°+ ۰۶h۰۰m۰۰٫۰۰s      | ۱۷:۵۶ روز ۳۱ خرداد (۲۱ ژوئن)                 | تیر ۳۱:۱۰:۵۲                     | خرچنگ                   | ۳۰ تیر (۲۱ ژوئیه)       | ۲۰ روز                  | بتا خرچنگ               |
| اَسَد               | Leo               | "۵۳٫۴ '۰۸ ۲۰°+ ۰۸h۰۸m۴۳٫۳۸s      | ۰۴:۴۹ روز ۱ مرداد (۲۳ ژوئیه)                 | مرداد ۳۱:۰۷:۰۵                   | شیر                     | ۱۹ مرداد (۱۰ اوت)       | ۳۷ روز                  | قلب‌الاسد                |
| سُنبُله             | Virgo             | "۱۴٫۷ '۲۸ ۱۱°+ ۱۰h۰۸m۲۱٫۳۶s      | ۱۱:۵۶ روز ۱ شهریور (۲۳ اوت)                  | شهریور ۳۰:۲۱:۴۰                  | دوشیزه                  | ۲۵ شهریور (۱۶ سپتامبر)  | ۴۵ روز                  | سماک اعزل               |
| میزان             | Libra             | "۰۰٫۰ '۰۰ ۰۰° ۱۲h۰۰m۰۰٫۰۰s       | ۰۹:۳۷ روز ۱ مهر (۲۳ سپتامبر)                 | مهر ۳۰:۰۹:۲۳                     | ترازو                   | ۹ آبان (۳۱ اکتبر)       | ۲۳ روز                  | بتا ترازو               |
| عَقرَب              | Scorpio           | "۱۴٫۷ '۲۸ ۱۱°- ۱۳h۵۱m۳۸٫۶۴s      | ۱۹:۰۳ روز ۱ آبان (۲۳ اکتبر)                  | آبان ۲۹:۲۱:۳۶                    | کژدم                    | ۲ آذر (۲۳ نوامبر)       | ۷ روز                   | قلب‌العقرب               |
| —                 | —                 | —                                | —                                            | —                                | ماراَفسای                | ۹ آذر (۳۰ نوامبر)       | ۱۸ روز                  | آلفا مارافسای           |
| قَوس               | Sagittarius       | "۵۳٫۴ '۰۸ ۲۰°- ۱۵h۵۱m۱۶٫۶۲s      | ۱۶:۴۲ روز ۱ آذر (۲۲ نوامبر)                  | آذر ۲۹:۱۳:۲۰                     | کمان                    | ۲۷ آذر (۱۸ دسامبر)      | ۳۲ روز                  | قوس جنوبی               |
| جَدْی               | Capricornus       | "۱۲٫۰ '۲۶ ۲۳°- ۱۸h۰۰m۰۰٫۰۰s      | ۰۶:۰۶ روز ۱ دی (۲۲ دسامبر)                   | دی ۲۹:۱۰:۳۹                      | بزغاله                  | ۲۹ دی (۱۹ ژانویه)       | ۲۸ روز                  | ذنب‌الجدی                |
| دَلو               | Aquarius          | "۵۳٫۴ '۰۸ ۲۰°- ۲۰h۰۸m۴۳٫۳۸s      | ۱۶:۴۴ روز ۳۰ دی (۲۰ ژانویه)                  | بهمن ۲۹:۱۴:۰۸                    | دلو                     | ۲۷ بهمن (۱۶ فوریه)      | ۲۴ روز                  | بتا دلو                 |
| حوت               | Pisces            | "۱۴٫۷ '۲۸ ۱۱°- ۲۲h۰۸m۲۱٫۳۶s      | ۰۶:۵۲ روز ۳۰ بهمن (۱۹ فوریه)                 | اسفند ۲۹:۲۲:۵۸                   | ماهی                    | ۲۱ اسفند (۱۲ مارس)      | ۳۸ روز                  | اتا ماهی                |

#### برج‌های فلکی در طالع‌بینی چینی

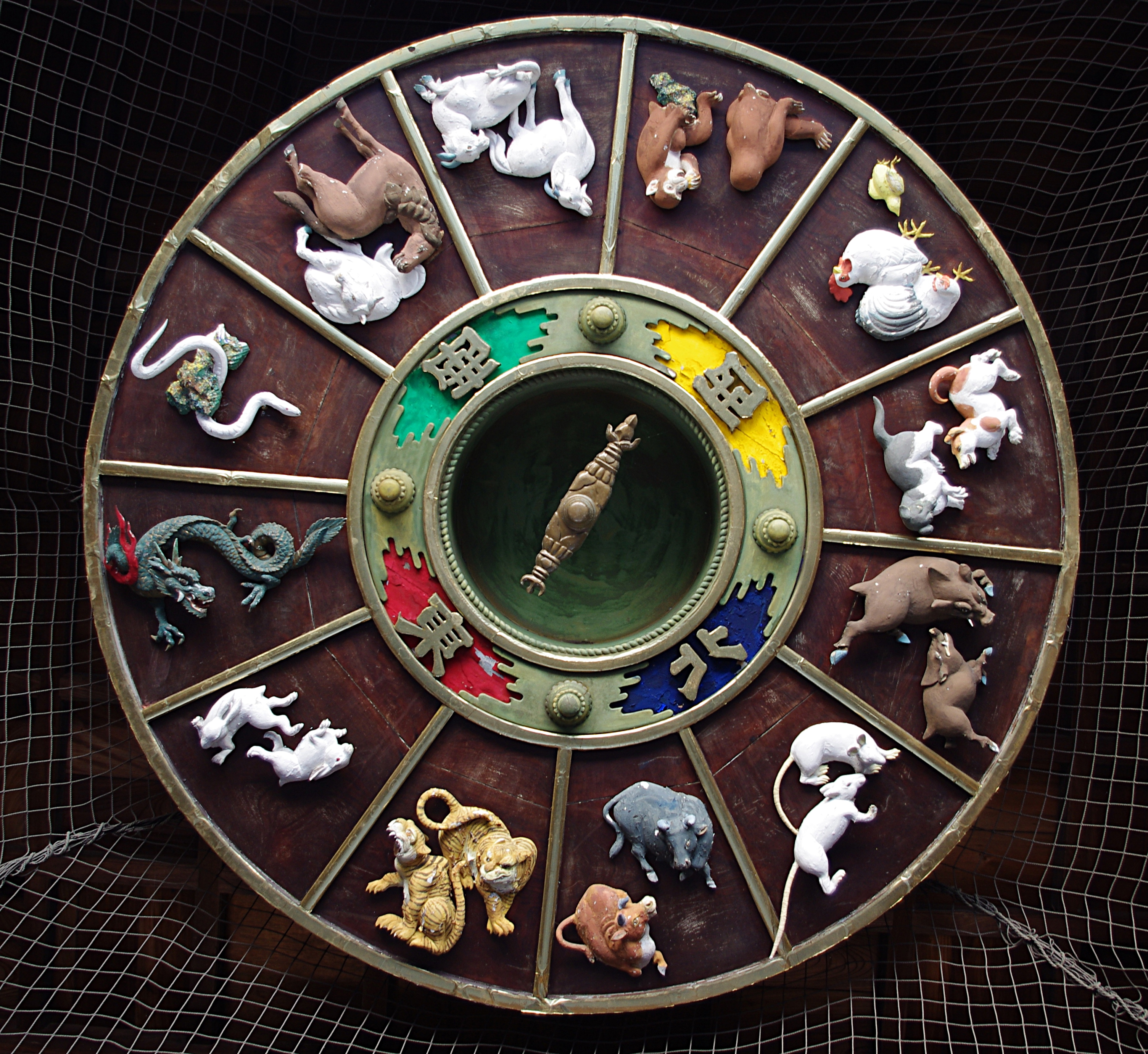
برج‌های فلکی در طالع‌بینی چینی

1. موش (鼠)
2. ورزا (牛)
3. ببر (虎)
4. خرگوش (兔)
5. اژدها (龍)
6. مار (蛇)
7. اسب (馬)
8. گوسفند (羊)
9. میمون (猴)
10. خروس (雞)
11. سگ (狗)
12. خوک (豬)

## جایگاه کرات در منطقةالبروج
جهت به‌روزرسانی زمان اینجا را کلیک کنید

### خورشید
خورشید در خط یا دایره سیر ظاهری خود (دایرةالبروج) در میانه منطقةالبروج است و خورشید تقریباً هر ماه شمسی یک برج را طی می‌کند.
میانگین مختصات سماوی کنونی خورشید (۲۰ مرداد ۱۴۰۴ خورشیدی):
- درجه ۱۹ اسد
- درجه روزانه خورشید: ‏ 58″ 27′ ‎138° (بر روی دایرةالبروج)
- بُعد روزانه خورشید: 9h 23m 36s (نسبت به نقطه اعتدال بهاری)
- مَیل روزانه خورشید: ‏ 34″ 17′ ‎+15° (نسبت به استوای سماوی)
- ظهر ظاهری روزانه: ساعت 12:05:16 (با تفاضل: -5 دقیقه - برای تهران با تأخیر ۰۰:۰۴:۲۴ زمانی است)

### ماه
منطقةالبروج منطقة البروج همچنین بر اساس توقف نسبی روزانه کره ماه معمولاً به ۲۸ قسمت تقریباً مساوی تقسیم می‌شود که منازل قمر نام دارد بنحویکه روی هم رفته هر سه برج فلکی، هفت تا از منازل قمر را می‌پوشاند. هر یک از منازل قمر معادل ۱۲ درجه و ۵۱ دقیقه و ۲۵٫۷۱۴ ثانیه قوسی از منطقةالبروج است. قمر (ماه) اکنون در برج حوت یا برج همجوار آن قرار دارد.

### سیارات
دو سیاره داخلی عطارد (نزدیکترین سیاره به خورشید) و ناهید معمولاً در منطقةالبروج نزدیک به خورشید هستند و همواره قبل (پگاه) یا بعد (غروبگاه) از خورشید و همجوار آن دیده می‌شوند. عطارد ۲۸ درجه و ناهید ۴۶ درجه بیشترین فاصله زاویه‌ای را از خورشید پیدا می‌کنند. عطارد ممکنست در شرایط مساعد از ستارگان هم پرنورتر دیده شود. ناهید روشنترین شیء آسمانی بعد از خورشید و ماه است که با چشم غیرمسلح دیده می‌شود.

### جدول رصدی
موقعیت اجرام و سیارات منطقةالبروج در ۱ فروردین ۱۴۰۳ خورشیدی (۲۰ مارس ۲۰۲۴)
| جرم سماوی | قدر ظاهری      | قدر متوسط | سال هلالی (به روز) | حرکت سالانه                                          | توضیحات                                                                                               | موقعیت (سال ۱۴۰۳)                      |
| --------- | -------------- | --------- | ------------------ | ---------------------------------------------------- | --- | -------------------------------------- |
| خورشید    | ۲۶٫۷۴-         | -         | -                  | یکدور حرکت ظاهری                                     | روشنترین شیء آسمانی - اوج (۱۳ تیرماه/ ۴ ژوئیه) - حضیض (۱۴ دیماه/ ۴ ژانویه)                            | اکنون در ۱۹ اسد                        |
| ماه       | ۲٫۵- تا ۱۲٫۹-  | ۱۲٫۷۴-    | ۲۹٫۵۳              | هر شبانه‌روز ۱۲درجه                                   | روشنترین شیء آسمانی بعد از خورشید                                                                     | اکنون در برج حوت یا برج همجوار         |
| عطارد     | ۵٫۷ تا ۲٫۶-    | ۱٫۵       | ۱۱۵٫۸۸             | -                                                    | گاه روشنتر از ستارگان - بیشینه کشیدگی از خورشید ۱۸ تا ۲۸ درجه                                         |                                        |
| زهره      | ۳٫۸- تا ۴٫۶-   | ۴٫۲-      | ۵۸۳٫۹۲             | -                                                    | روشنترین شیء آسمانی بعد از ماه - ببیشینه کشیدگی از خورشید ۴۵ تا ۴۸ درجه                               |                                        |
| مریخ      | ۱٫۸۴ تا ۲٫۷۸-  | ۱٫۸-      | ۷۷۹٫۹۶             | سالانه کمی بیشتر از نیمی از منطقةالبروج را طی می‌کند. | در بیشتر مواقع روشنتر از ستارگان                                                                      | ۳۲۸ درجه دایرةالبروج (۲۸ درجه برج دلو) |
| سرس       | ۶٫۷۵ تا ۸٫۹۵   | ۷٫۸۵      | ۴۶۶٫۶              | ۵۰٫۵ درجه                                            | یک سیاره کوتوله قابل توجه - با چشم غیرمسلح قابل مشاهده نیست                                           | ۲۸۳ درجه دایرةالبروج (۱۳ درجه برج جدی) |
| مشتری     | ۱٫۶- تا ۲٫۹۴-  | ۲٫۳-      | ۳۹۸٫۸۸             | ۳۳٫۵ درجه                                            | روشنترین جرم سماوی پس از زهره                                                                         | ۴۵ درجه دایرةالبروج (۱۵ درجه برج ثور)  |
| زحل       | ۱٫۴۶ تا ۰٫۸۹   | ۱٫۲       | ۳۷۸٫۰۹             | ۱۱٫۷ درجه                                            | با چشم غیرمسلح با قدر یک ستاره متوسط                                                                  | ۳۴۲ درجه دایرةالبروج (۱۲ درجه برج حوت) |
| اورانوس   | ۵٫۹۴ تا ۵٫۶۷   | ۵٫۸       | ۳۶۹٫۶۶             | ۳٫۸ درجه                                             | در شرایط استثنایی دیده می‌شود                                                                          | ۵۰ درجه دایرةالبروج (۲۰ درجه برج ثور)  |
| نپتون     | ۷٫۹۷ تا ۷٫۸۲   | ۷٫۹       | ۳۶۷٫۴۹             | ۲٫۲ درجه                                             | با چشم غیرمسلح قابل مشاهده نیست                                                                       | ۳۵۷ درجه دایرةالبروج (۲۷ درجه برج حوت) |
| پلوتون    | ۱۴٫۳۴ تا ۱۴٫۰۷ | ۱۴٫۱      | ۳۶۷                | ۲ درجه                                               | با چشم غیرمسلح قابل مشاهده نیست. (مدار این سیاره کوتوله فعلاً در کمربند منطقةالبروجی سیارات قرار دارد) | ۳۰۲ درجه دایرةالبروج (۲ درجه برج دلو)  |